# Sex, Money & Music
Sex, Money & Music è il settimo album in studio del gruppo Gangsta rap Above the Law.
Registrato tra il 2001 e il 2002, fu pubblicato nella sua interezza solo nel 2009 ed esclusivamente in download digitale.

## Tracce
1. Intro – 1:41
2. West To The World – 3:14
3. Strippers – 3:39
4. Playas, Gangstas & Ballers (feat. Heather Hunter & Alan Mcneil) – 3:34
5. Still Smoking – 3:31
6. Extasy – 3:26
7. Ghetto Platinum (feat. Hazmad) – 3:56
8. Life (feat. Kokane) – 4:59
9. Ball And Never Fall – 4:32
10. Push – 4:43
11. Sex, Money & Music – 4:05
12. Kaos Radio – 1:08
13. Precious (feat. Mannish Flats) – 4:40
14. Gutta (feat. Kokane) – 4:13
15. Flippin' Birds – 2:25
16. Cold Piece Of Work – 1:30
17. Freak In Me (feat. Heather Hunter & AL) – 4:05